# 三浦綾子 (アナウンサー)
三浦 綾子（みうら あやこ、本名：河野 綾子、旧姓：三浦、1977年8月31日 - ）は、株式会社PICANTE所属のフリーアナウンサー。新潟テレビ21（UX）を経てテレビ神奈川 （tvk）に在籍した。血液型O型。東京都渋谷区出身。青山学院大学文学部卒業。

## 人物
1996年に東洋英和女学院高等部、2000年に青山学院大学卒業後、2001年に新潟テレビ21（以降UX）にアナウンサーとして入社。2006年3月、テレビ神奈川（以降tvk）に移籍。tvk移籍2か月目から昼の看板番組『1230アッと!!ハマランチョ』の司会を担当。その後、ニュース930、あっぱれ!KANAGAWA大行進、ありがとッ!など、tvkの主要番組を任された。
「ハマランチョ」では2006年7月の同番組のリニューアル直後より、体験ルポ「三浦綾子のイイ仕事しまっせ！」を担当。VTRエンドの部分にあった「お仕事日記」のイラストや文字のデザインをてがけたのも彼女であった。
ニックネームはUX時代を通じて「部長」。丸顔から「がんも」とも。本人曰く昔から「ミュウミュウ」「あやや」というニックネームもある。
趣味は釣り、友達との旅行。都内の一人散策（一人で江戸東京博物館、両国国技館に探索に出かけたりなど）。特技はフラメンコ。また「ハマランチョ」放送時には番組コーナー中でフラダンスを習っていたこともある。
交友関係は中学・高校（中高一貫の女子校出身）、大学、業界と幅広い。見知らぬ人同士13人で旅行に出かけたこともあるほどである。
小型船舶操縦士（旧4級、現2級）、潜水士資格を持っている。
左利きであり、状況に応じて両手を使い分られる。
料理が得意。
長兄が保険代理店の代表取締役をしている。
次兄がカナダのバンクーバーで、飲食店を経営している。
大手芸能プロダクションに勤務している夫とは2007年9月に結婚。同月16日に結婚式を挙行。結婚式のトータルプロデュースをしたのは「ハマランチョ」で知り合った赤井勝。夫とは大学時代から交際していた。
2009年度から地上デジタル放送推進大使を務めている。
2015年3月31日でtvkを退社。フリーランスとなるが「ありがとッ!」を2016年3月31日まで引き続き担当した。
2020年1月20日に開催された『SEED MADIA キャリアアップと転職セミナー』のナビゲーターを担当した。

## 過去の担当番組

### 新潟テレビ21
- 小野沢裕子のいきいきワイド - 生中継担当
- スーパーJチャンネルにいがた - キャスター
- 朝だ!生です旅サラダ - 中継リポーター
- 高校野球新潟県大会 - リポーター、キャスター

### テレビ神奈川
- ハマランチョ
- あっぱれ!KANAGAWA大行進（2007年4月7日 - 2008年3月29日）- 第5期アシスタント
- tvk NEWSハーバー（仲山今日子のリリーフ）
- ニュース930
- tvkニュース・天気（随時、退社後も2015年4月27日9:59にスポットニュースを担当）
- ありがとッ!（2013年4月 - 2016年3月）- 月・木曜MC
- tvkニュース・天気（月・木・祝日除く）- 2017年3月末終了